# Боуз-Лайон, Клод, 13-й граф Стратмор и Кингхорн
Клод Боуз-Лайон, 13-й граф Стратмор и Кингхорн (англ. Claude Bowes-Lyon, 13th Earl of Strathmore and Kinghorne; 21 июля 1824 — 16 февраля 1904) — британский дворянин и пэр. Он был известен как Достопочтенный Клод Боуз-Лайон с 1824 по 1865 год. Предок по отцовской линии королевы-матери Елизаветы, королевы Елизаветы II и короля Карла III.

## Происхождение и образование
Родился 21 июля 1824 года в Редборне, графство Хартфордшир, Англия. Младший сын Томаса Джорджа Боуз-Лайона, лорда Глэмиса (1801—1834), и его жены Шарлотты Гримстед (ок. 1798—1881). Его дедушкой и бабушкой по отцовской линии были Томас Боуз-Лайон, 11-й граф Стратмор и Кингхорн, и его первая жена Мэри Элизабет Луиза Родни Карпентер. Его дедушкой и бабушкой по материнской линии были Джозеф Валентайн Гримстед и Шарлотта Джейн Сара Уолш. Родившийся Клод Лион-Боуз, он изменил фамилию на Боуз-Лайон.
Он получил образование в Винчестерском колледже и в колледже Крайст-черч Оксфордского университета.
Боуз-Лайон также играл в крикет, сделав четыре выступления в первоклассном крикете, появляясь три раза за Marylebone Cricket Club между 1843 и 1846 годами, и один раз за Gentlemen of England в 1846 году.
В 1848 году он получил звание корнета во 2-м лейб-гвардии полку, а в 1852 году он получил чин лейтенанта. Он занимал должности мирового судьи в Сассексе и заместителя лейтенанта в Данди.
13 сентября 1865 года после смерти своего бездетного старшего брата Томаса Боуз-Лайона, 12-го графа Стратмора и Кингхорна (1822—1865), Клод Боуз-Лайон унаследовал титулы 13-го графа Стратмора и Кингхорна (Пэрство Шотландии), 20-го лорда Глэмиса (Пэрство Шотландии) и 13-го лорда Лайона и Глэмиса (Пэрство Шотландии).
Канадская Тихоокеанская железная дорога назвала Стратмор, Альберта, в его честь в 1884 году .
Шотландский пэр-представитель в Палате лордов Великобритании (1870—1882) и лорд-лейтенант Ангуса (1874—1904).
1 июля 1887 года для него был создан титул барона Боуза из замка Стрэтлам в графстве Дарем и Лундейла в графстве Йоркшир (Пэрство Соединённого королевства), что давало ему и его потомкам автоматическое место в Палате лордов.
Граф Стратмор скончался 16 февраля 1904 года в возрасте 79 лет в Бордигере, на итальянской Ривьере, на своей вилле Этелинда, названной так в честь оперы, написанной его дочерью леди Милдред Марион.

## Брак и дети
28 сентября 1853 года Клод женился на Фрэнсис Доре Смит (29 июля 1832 — 5 февраля 1922), дочери Освальда Смита и Генриетты Милдред Ходжсон. У супругов было 11 детей:
- Клод Боуз-Лайон, 14-й граф Стратмор и Кингхорн (14 марта 1855 — 7 ноября 1944), женился на Сесилии Кавендиш-Бентинк (1862—1938) в 1881 году. У них было 10 детей, включая королеву-мать Елизавету, мать королевы Елизаветы II.
- Достопочтенный Фрэнсис Боуз-Лайон (23 февраля 1856 — 18 февраля 1948), в 1883 году он женился на леди Энн Линдсей (1858—1936). У них было 7 детей, включая Лилиан Боуз-Лайон.
- Достопочтенный Эрнест Боуз-Лайон (4 августа 1858 — 27 декабря 1891), в 1882 году женился на Изабель Хестер Драммонд (1860—1945). У них было 6 детей, включая Эрнестину Боуз-Лайон.
- Достопочтенный Герберт Боуз-Лайон (15 августа 1860 — 14 апреля 1897), не был женат.
- Достопочтенный Патрик Боуз-Лайон (5 марта 1863 — 5 октября 1946), майор британской армии и теннисист. В 1893 году он женился на Элис Уилтшир (1867—1953). У них было 4 детей.
- Леди Констанция Фрэнсис Боуз-Лайон (8 октября 1865 — 19 ноября 1951), в 1893 году она вышла замуж за Роберта Блэкберна (1864—1944). У них было четверо детей.
- Достопочтенный Кеннет Боуз-Лайон (26 апреля 1867 — 9 января 1911), никогда не был женат.
- Леди Милдред Марион Боуз-Лайон (1868 — 9 июня 1897), композитор, известная по опере «Этелинда» (премьера которой состоялась во Флоренции в 1894 году). В 1890 году она вышла замуж за Августа Джессапа (1861—1925). У них было 2 детей.
- Леди Мод Агнес Боуз-Лайон (12 июня 1870 — 28 февраля 1941), не была замужем.
- Леди Эвелин Мэри Боуз-Лайон (16 июля 1872 — 15 марта 1876), умерла в детстве.
- Достопочтенный Малкольм Боуз-Лайон (23 апреля 1874 — 23 августа 1957), подполковник британской армии. В 1907 году он женился на Уинифред Гердон-Ребоу (1876—1957). У них родилась дочь.